# لی یاجون
لی یاجون (زاده ۲۷ مارس ۱۹۹۳) یک زن وزنه‌بردار چینی است. او در مسابقات قهرمانی جهان ۲۰۱۳ در رده وزنی ۵۳ کیلوگرم موفق به کسب مدال طلا شد.